# Острів Нім
Острів Нім (англ. Nim's Island) — американський пригодницький фільм 2008 року, знятий за мотивами книги Венді Орр. Вийшов на екрани 4 квітня 2008, в Україні — 6 травня 2008.

## Сюжет
Дівчинка Нім живе на віддаленому острові зі своїм батьком. Її друзі — це ігуана Фред, морський лев Селкі та черепаха Чика. Також дівчинка активно спілкується електронною поштою з письменницею із Сан-Франциска, що має велику кількість різноманітних фобій. Коли несподівано зникає її батько, дівчинка починає його шукати за допомогою своїх друзів та нових друзів, а також захищає острів від піратів.

## Особливості
Одна з важливих сюжетних ліній фільму побудована на характерній рисі англійської мови — відсутності граматичного роду. Спілкуючись електронною поштою, письменниця довгий час не розуміє, що її співрозмовниця — дівчинка. А Нім дізнається про те, що Алекс — жінка, тільки зустрівшись з нею особисто.

## В ролях
- Ебігейл Бреслін — Нім Русо
- Джоді Фостер — письменниця Олександра Ровер
- Джерард Батлер — Джек Русо / Алекс Ровер
- Альфонсо Маколі — Рассел
- Майкл Карман — Капітан

## Критика
Відгуки були досить різні. На сайті Rotten Tomatoes фільм отримав рейтинг 49 %, базований на 80 оглядах. На Metacritic — 55 зі 100, оснований на 23 оглядах.